# کوتله، باغ
کوتله باغ (به انگلیسی: Kotla) یک روستا در پاکستان است که در کشمیر آزاد واقع شده‌است. کوتله باغ ۱٬۹۸۱٫۲۲ متر بالاتر از سطح دریا واقع شده‌است.